# Holme Hale
Pour les articles homonymes, voir Holme.
Holme Hale est une paroisse civile et un village du Norfolk, en Angleterre.